# 社会保険庁職員国家公務員法違反事件
社会保険庁職員国家公務員法違反事件（しゃかいほけんちょうしょくいんこっかこうむいんほういはんじけん）、または、堀越事件（ほりこしじけん）とは、旧社会保険庁に勤務していた厚生労働事務官が、特定政党の機関紙を配布した行為が、国家公務員の政治的行為を禁じた国家公務員法及び人事院規則に違反するとされた刑事事件。

## 事件の概要

### 経緯

#### 国家公務員法及び人事院規則の規定
国家公務員法102条1項は、「職員は、政党又は政治的目的のために、寄附金その他の利益を求め、若しくは受領し、又は何らの方法を以てするを問わず、これらの行為に関与し、あるいは選挙権の行使を除く外、人事院規則で定める政治的行為をしてはならない。」と定めていた。
また、同規定の委任を受けた人事院規則14-7（政治的行為）5項は、「政治的目的」として「特定の政党その他の政治的団体を支持し又はこれに反対すること」（3号）などを挙げていた。加えて、同規則6項は、「政党その他の政治的団体の機関紙たる新聞その他の刊行物を発行し、編集し、配布し又はこれらの行為を援助すること」（7号）や「政治的目的を有する署名又は無署名の文書、図画、音盤又は形象を発行し、回覧に供し、掲示し若しくは配布し又は多数の人に対して朗読し若しくは聴取させ、あるいはこれらの用に供するために著作し又は編集すること」（13号）を、同法が禁ずる「政治的行為」に属するとしていた。
さらに、国家公務員法110条19項（当時）は、政治的行為の制限に違反した者に、3年以下の懲役又は100万円以下の罰金に処す、と定めていた。

#### 被告人

##### 職務の内容
被告人は、事件当時、旧社会保険庁の地方出先機関である東京社会保険事務局目黒社会保険事務所において、国民年金の資格に関する事務等を取り扱う国民年金業務課相談室付係長として相談業務を担当していた。その具体的な業務は、来庁した1日当たり20人ないし25人程度の利用者からの年金の受給の可否や年金の請求、年金の見込額等に関する相談を受け、これに対し、コンピューターに保管されている当該利用者の年金に関する記録を調査した上、その情報に基づいて回答し、必要な手続をとるよう促すというものであった。そして、社会保険事務所の業務については、全ての部局の業務遂行の要件や手続が法令により詳細に定められていた上、相談業務に対する回答はコンピューターからの情報に基づくものであるため、被告人の担当業務は、全く裁量の余地のないものであった。
さらに、被告人には、年金支給の可否を決定したり、支給される年金額等を変更したりする権限はなく、保険料の徴収等の手続に関与することもなく、社会保険の相談に関する業務を統括管理していた副長の指導の下で、専門職として、相談業務を担当していただけで、人事や監督に関する権限も与えられていなかった。

##### 被告人の行為
2003年10月19日、10月25日、11月3日の3回にわたり、被告人は、日本共産党を支持する目的で、東京都中央区の12箇所に同党の機関紙『しんぶん赤旗』や、同党東京都委員会の機関紙『東京民報』をポスティングにより配布した。
11月9日に第43回衆議院議員総選挙の施行が予定された。

##### 捜査から起訴までの経過
事件に先立つ2003年10月11日から11月8日までの29日間、警視庁公安部は被告人を尾行し、また、被告人宅前で待ち伏せするなどして、被告人が日本共産党の関係先に出入りする様子や、配布の様子をビデオ撮影していた。
2004年3月3日、警視庁は、被告人が人事院規則14-7第5項7号及び13号に定める「政治的行為」に当たる行為をしたとして、国家公務員法102条1項（処罰規定は同法110条1項19号）違反の容疑で被告人を逮捕した。
逮捕から2日後の3月5日、東京地方検察庁は被告人を起訴した。

## 訴訟

### 争点
本事件における主な争点は以下の通りである。
1. ビデオ撮影による捜査が違法捜査に当たるか
2. 国家公務員法や人事院規則の規定の法令違憲
  1. 表現の自由を保障する憲法21条1項に違反するか
  2. 適正手続を保障する憲法31条に違反するか
3. 国家公務員法や人事院規則による被告人に対する処罰の適用違憲
  1. 憲法21条1項に違反するか
  2. 憲法31条に違反するか
4. 国家公務員法や人事院規則の規定が、自由権規約やILO条約に違反するか
5. 被告人の配布行為が国家公務員法及び人事院規則の構成要件に該当するか
6. 国家公務員の政治的行為における先例である「猿払事件」上告審判決との整合性

### 訴訟の経過

#### 第一審（東京地方裁判所）
2006年6月29日、第一審判決（東京地判平成18年6月29日刑集66巻12号1627頁）において、東京地方裁判所（裁判長：毛利晴光）は、被告人を有罪とし、罰金10万円、執行猶予2年の刑を言渡した。
第一審判決は、まず、「京都府学連事件」上告審判決の法理を引きつつ、ビデオ撮影による捜査のうち一部について違法を認めた（争点1の一部認容）。だが、それ以外の争点については被告人の主張を認めなかった。
被告人は、争点1～5について争うとして、東京高等裁判所に控訴した。また、検察官も、量刑不当を理由に控訴した。

#### 控訴審（東京高等裁判所）
2010年3月29日、控訴審判決（東京高判平成22年3月29日刑集66巻12号1687頁）にて、東京高等裁判所（裁判長：中山隆夫）は、第一審判決を破棄し、被告人を無罪とした（逆転無罪）。
控訴審判決は、まず、被告人の配布行為は、裁量の余地のない職務を担当する、地方出先機関の管理職でもない被告人が、休日に、勤務先やその職務と関わりなく、勤務先の所在地や管轄区域から離れた自己の居住地の周辺で、公務員であることを明らかにせず、無言で、他人の居宅や事務所等の郵便受けに政党の機関紙や政治的文書を配布したことにとどまるものであると認定した。そして、被告人配布行為が本件罰則規定の保護法益である国の行政の中立的運営及びこれに対する国民の信頼の確保を侵害すべき危険性は、抽象的なものを含めて、全く肯認できないから、被告人の配布行為を罰することは、国家公務員の政治活動の自由に対する必要やむを得ない限度を超えた制約を加えるとして、国家公務員法及び人事院規則が憲法21条1項及び31条に違反するとした（争点3につき被告人の主張を認容）。なお、その他の被告人の控訴理由については全て認められなかった。
検察官は、国家公務員法と人事院規則には違憲の問題は生じず（争点2及び3）、また、控訴審判決は「猿払事件」上告審判決に違反する（争点6）として、最高裁判所に上告した。

#### 上告審（最高裁判所第二小法廷）
2012年12月7日、上告審判決（最二小判平成24年12月7日刑集66巻12号1337頁）にて、最高裁判所第二小法廷（裁判長：千葉勝美）は、検察官の上告を棄却した（被告人は無罪）。

## 上告審判決
最高裁判所第二小法廷（裁判長：千葉勝美）は、本事件の上告審判決で、検察官の上告を棄却し、被告人を無罪とした。
なお、本判決には、千葉勝美裁判官の補足意見と、須藤正彦裁判官の意見が付されている。

### 法廷意見

#### 国家公務員法及び人事院規則の限定解釈
本判決は、国家公務員法102条1項は、「公務員の職務の遂行の政治的中立性を保持することによって行政の中立的運営を確保し、これに対する国民の信頼を維持すること」を目的とする、と解している。他方で、本判決は、憲法21条1項は表現の自由としての政治活動の自由を保障していることから、「上記の目的に基づく法令による公務員に対する政治的行為の禁止は、国民としての政治活動の自由に対する必要やむを得ない限度にその範囲が画されるべき」とも述べる。そして、その両者の帰着として、国家公務員法及び人事院規則にいう「政治的行為」とは、「公務員の職務の遂行の政治的中立性を損なうおそれが、観念的なものにとどまらず、現実的に起こり得るものとして実質的に認められるもの」を指す、とする限定解釈を行った。
以下の判断では、この限定解釈が前提とされている。

#### 争点2：法令違憲

##### 違憲性の判断枠組み
本判決は、国家公務員法及び人事院規則による政治的行為に対する規制が必要かつ合理的なものといえるかどうかは、上記の目的のために「規制が必要とされる程度と、規制される自由の内容及び性質、具体的な規制の態様及び程度等を較量して決せられるべき」との枠組みを示した。

##### 違憲性の判断
まず、本判決は、政治的行為に対する規制の目的が、「議会制民主主義に基づく統治機構の仕組みを定める憲法の要請にかなう国民全体の重要な利益というべきであり、公務員の職務の遂行の政治的中立性を損なうおそれが実質的に認められる政治的行為を禁止することは、国民全体の上記利益の保護のためであって、その規制の目的は合理的であり正当」と判断した。 
また、本判決は、前述の限定解釈を前提に、国家公務員法や人事院規則によって「禁止の対象とされるものは、公務員の職務の遂行の政治的中立性を損なうおそれが実質的に認められる政治的行為に限られ、このようなおそれが認められない政治的行為や本規則が規定する行為類型以外の政治的行為が禁止されるものではないから、その制限は必要やむを得ない限度にとどまり、前記の目的を達成するために必要かつ合理的な範囲のものというべき」である、と判断した。
これらのことから、本判決では、国家公務員法及び人事院規則は憲法21条1項及び31条に違反せず合憲と判断した（争点2につき違憲性を否定）。

#### 争点5：構成要件該当性

##### 構成要件と考慮要素
本判決は、国家公務員の行為が「政治的行為」の構成要件のうち、「公務員の職務の遂行の政治的中立性を損なうおそれが実質的に認められるかどうかは、当該公務員の地位、その職務の内容や権限等、当該公務員がした行為の性質、態様、目的、内容等の諸般の事情を総合して判断するのが相当である」とし、その際の考慮すべきものとして下記の要素を挙げる。
- 当該公務員について[1]
  - 指揮命令や指導監督等を通じて他の職員の職務の遂行に一定の影響を及ぼし得る地位（管理職的地位）の有無
  - 職務の内容や権限における裁量の有無
- 当該公務員の行為について
  - 勤務時間の内外
  - 国ないし職場の施設の利用の有無
  - 公務員の地位の利用の有無
  - 公務員により組織される団体の活動としての性格の有無
  - 公務員による行為と直接認識され得る態様の有無
  - 行政の中立的運営と直接相反する目的や内容の有無

##### あてはめ
さて、本判決は、被告人の配布行為について、下記の通り指摘する。
- 被告人は管理職的地位にない
- 被告人にはその職務の内容や権限に裁量の余地がない
- 配布行為は職務と全く関係がない
- 配布行為は公務員により組織される団体の活動としての性格がない
- 公務員による行為と認識し得る態様で行われたものでもない

上記の要素から、本判決は、被告人の行為について、公務員の職務の遂行の政治的中立性を損なうおそれが実質的に認められるものとはいえず、「政治的行為」に該当しないと判断し（争点5につき構成要件該当性を否定）、被告人を無罪とした。

#### 争点3：適用違憲
本判決は、被告の行為が構成要件に該当しない以上、適用違憲の問題も生じない、とした（争点3は検討せず）。

#### 争点6:「猿払事件」上告審判決との整合性
さらに、本判決は「猿払事件」上告審判決との整合性について、同事件の被告人の行為は、労働組合協議会事務局長である郵便局職員が、同労働組合協議会の決定に従って選挙用ポスターの掲示や配布をしたというものであって、「労働組合協議会の構成員である職員団体の活動の一環として行われ、公務員により組織される団体の活動としての性格を有する」ものである点と、「公務員が特定の政党の候補者を国政選挙において積極的に支援する行為であることが一般人に容易に認識され得るようなものであった」点から、公務員の職務の遂行の政治的中立性を損なうおそれが実質的に認められるものであった、として、本判決の射程は及ばないものと判断した（争点6につき整合性は保たれていると解した。）。

### 個別意見

#### 千葉勝美裁判官補足意見
千葉勝美裁判官は、争点6と法廷意見の限定解釈について補足意見を付した。

##### 争点6（「猿払事件」上告審判決との整合性）について
本意見は、「猿払事件」上告審判決では、「政治的行為」を限定解釈していないように読めなくもないが、同事件の被告人の行為は「当該公務員の所属組織による活動の一環として当該組織の機関決定に基づいて行われ、当該地区において公務員が特定の政党の候補者の当選に向けて積極的に支援する行為であることが外形上一般人にも容易に認識されるもの」であったため、「政治的行為」に当たることが明らかで、「政治的行為」に限定解釈を付するまでもない特殊な事案であったと論じる。

##### 学説への批判？
加えて、本意見は、「猿払事件」上告審判決との整合性に関連して、「いわゆる表現の自由の優越的地位を前提とし、当該政治的行為によりいかなる弊害が生ずるかを利益較量するという『厳格な合憲性の審査基準』ではなく、より緩やかな『合理的関連性の基準』によったものであると説く」学説について、否定的な評価を述べている。
そして、本意見は、同判決は、公務員の「政治的行為」に対する規制の合憲性につき、「厳格な審査基準を持ち出すまでもなく、その政治的中立性の確保という目的との間に合理的関連性がある以上、必要かつ合理的なものであり合憲であることは明らかであることから、当該事案における当該行為の性質・態様等に即して必要な限度での合憲の理由を説示したにとどめたもの」と解している。

##### 限定解釈の意義
進んで、本意見は、法廷意見が行った国家公務員法にいう「政治的行為」の限定解釈は合憲限定解釈ではなく、「憲法判断に先立ち、国家の基本法である国家公務員法の解釈を、その文理のみによることなく、国家公務員法の構造、理念及び本件罰則規定の趣旨・目的等を総合考慮した上で行うという通常の法令解釈の手法によるもの」と説明した。

#### 須藤正彦裁判官意見
須藤正彦裁判官は、法廷意見の行った限定解釈について意見を付した。
まず、本意見は、法廷意見の限定解釈については肯定しながら、公務員の政治的行為によってその職務の遂行の政治的中立性が損なわれるおそれが生ずるのは、「公務員の政治的行為と職務の遂行との間で一定の結び付き」によるものだとする。
そして、この解釈においては、そのような「結び付き」が認められない勤務外の政治的行為については、他の考慮要素に拘らず、国家公務員法にいう「政治的行為」に当たらない、とした。
また、本意見は、上記の解釈は、厳格な構成要件解釈（合憲限定解釈）であって、文理を相当に絞り込んだという面があると述べた。

### 本事件における裁判所の判断
本事件における、各争点に対する裁判所の判断をまとめると、以下のようになる。
|                                         | 第一審判決（東京地裁） | 控訴審判決（東京高裁） | 上告審判決（最高裁）         | 上告審判決（最高裁）         |
| 法廷意見                                | 第一審判決（東京地裁） | 控訴審判決（東京高裁） | 須藤正彦裁判官意見           |                              |
| --------------------------------------- | ---------------------- | ---------------------- | ---------------------------- | ---------------------------- |
| 争点1：違法捜査                         | ビデオ撮影の一部は違法 | ―                      | ―                            | ―                            |
| 争点2：法令違憲                         | 合憲                   | 合憲                   | 合憲（限定解釈）             | 合憲（合憲限定解釈）         |
| 争点3：適用違憲                         | 合憲                   | 違憲                   | 構成要件に該当せず適用がない | 構成要件に該当せず適用がない |
| 争点4：条約違反                         | 違反しない             | 違反しない             | ―                            | ―                            |
| 争点5：構成要件該当性                   | 該当性あり             | ―                      | 該当性なし                   | 該当性なし                   |
| 争点6：「猿払事件」上告審判決との整合性 | ―                      | ―                      | 整合する                     | 整合する                     |
| 結果                                    | 有罪                   | 無罪                   | 無罪                         | 無罪                         |

## 影響

### 類似の事件

#### 厚生労働省職員国家公務員法違反事件
本事件の上告審判決と同日に上告審判決が下された「厚生労働省職員国家公務員法違反事件」は、本事件と類似性が高い。
しかし、本事件の被告人は、管理職的地位になく、職務の内容や権限に裁量の余地がないのに対して、同事件の被告人は厚生労働省の課長補佐であって、管理職的地位にあり、職務権限に裁量権のある公務員であった。よって、本事件と異なり、同事件の被告人は有罪となっている。

### 学説

#### 表現の自由に対する規制の違憲審査の枠組み
本事件の上告審判決が採用した違憲審査の枠組み、すなわち、「制限が必要とされる程度と、制限される自由の内容及び性質、これに加えられる具体的制限の態様及び程度等を較量」するという手法は、「よど号事件新聞記事抹消事件」（知る権利）や「成田新法事件」（集会の自由）の各上告審判決で形成されたものである。また、この枠組みは、「大阪市ヘイトスピーチ条例事件」（差別的表現）や「金沢市庁舎前広場事件」（集会の自由）の各上告審判決で採用されてきたものであって、表現の自由への制約の違憲審査における基底的判断枠組みとしてほぼ定着したとされる。